# Partido Revolucionário do Povo Etíope

Simbolo do partido, circa 1975

Partido Revolucionário do Povo Etíope (amárico:  የኢትዮጵያ ሕዝባዊ አብዮታዊ ፓርቲ: Yethiopia Hizbawi Abyotawi Party), também conhecido como Ihapa, é o primeiro partido político moderno da Etiópia, fundado em abril de 1972. Seu primeiro programa político apelava para a derrubada da monarquia, a remoção do sistema feudal e a criação de uma república democrática. O partido foi forçado a entrar para clandestinidade porque a monarquia, liderada pelo imperador Haile Selassie, não permitia partidos políticos ou dissidência legal.
Tanto o Partido Revolucionário do Povo Etíope como o Movimento Socialista Pan-Etíope (MEISON) foram apoiantes entusiastas da revolução etíope de 1974 que derrubou o Imperador Haile Selassie e aboliu a monarquia em 1974. No entanto, após a ascensão de Mengistu Haile Mariam ao poder como presidente do Derg, a junta militar que tinha tomado o controle da Etiópia, um conflito ideológico desenvolveu-se entre os vários grupos.
O governo militar declarou guerra aberta contra o Partido Revolucionário do Povo Etíope em 1976 e o partido resolveu recorrer a atos de autodefesa. A espiral de violência também levaria à declaração da infame campanha do Terror Vermelho pelo regime militar contra o partido.